# Podomyrma omniparens
Podomyrma omniparens är en myrart som först beskrevs av Auguste-Henri Forel 1895.  Podomyrma omniparens ingår i släktet Podomyrma och familjen myror. Inga underarter finns listade i Catalogue of Life.